# Stadio municipale José Zorrilla
Lo stadio José Zorrilla è uno stadio spagnolo situato a Valladolid, e ospita le partite interne della squadra locale il Real Valladolid. È stato costruito in sostituzione dell'omonimo vecchio stadio. È intitolato al poeta e drammaturgo José Zorrilla (1817–1893).

## Storia

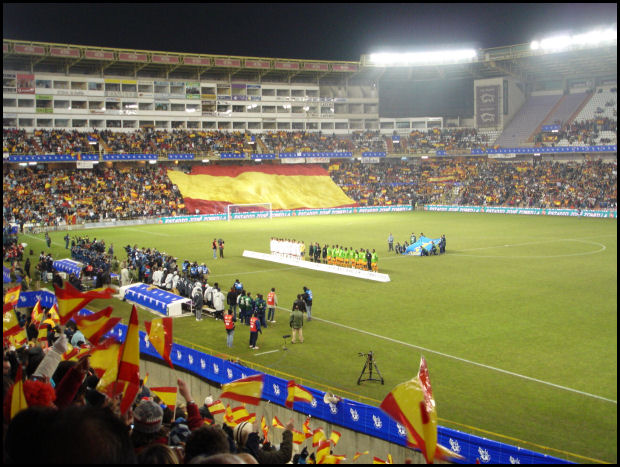
Veduta interna

Lo stadio fu inaugurato il 20 febbraio 1982, con la partita tra Real Valladolid e Athletic Bilbao, vinta dai padroni di casa per 1-0, e durante il Mondiale spagnolo ha ospitato le seguenti gare:
- Cecoslovacchia - Kuwait 1-1 (gruppo 4, 17 giugno);
- Francia - Kuwait 4-1 (gruppo 4, 21 giugno);
- Francia - Cecoslovacchia 1-1 (gruppo 4, 24 giugno).

Nel 2016, ha ospitato la finale di Copa del Rey di Rugby tra El Salvador e Valladolid RAC. I 26 500 spettatori accorsi rappresentano il record di pubblico per una partita di rugby union in Spagna.